# Мудерсгаузен
Мудерсгаузен (нім. Mudershausen) — громада в Німеччині, розташована в землі Рейнланд-Пфальц. Входить до складу району Рейн-Лан. Складова частина об'єднання громад Ганштеттен.
Площа — 4,72 км2. Населення становить 422 ос. (станом на 31 грудня 2020).